# Carl Gottfried Pfannschmidt
Pour les articles homonymes, voir Pfannschmidt.
Carl Gottfried Pfannschmidt (né le 15 septembre 1819 à Mühlhausen, mort le 5 juillet 1887 à Berlin) est un peintre prussien.

## Biographie
Son père, Heinrich Philipp Pfannschmidt, est commerçant. Pfannschmidt vient en 1835 à Berlin et est recommandé par Friedrich August Stüler à Karl Eduard Biermann qui lui présente Eduard Daege, son futur professeur. En 1841, il se rend à Munich où il se fait connaître en même temps que Peter von Cornelius qui sera toujours un modèle pour Pfannschmidt. À l'automne 1841, il retourne à Berlin et travaille au cours des trois années suivantes avec Cornelius sur la décoration du porche de l'Altes Museum. En 1844, Pfannschmidt voyage, en passant par Francfort et Bâle, en Italie et en Sicile et resté un long moment à Rome. Il revient au bout d'un an d'abord à Mühlhausen. Il vient à Berlin en 1846 et commence sur des sujets bibliques et religieux, principalement dans la décoration d'églises protestantes. En 1847, il est chargé de rénover les fresques détruites de l'église Notre-Dame (de) d'Halberstadt. En 1848, il commence avec Wilhelm von Kaulbach les fresques des cages d'escalier du Neues Museum.
En 1965, Carl Gottfried Pfannschmidt devient professeur de l'académie des arts de Berlin. Il travaille sur de nombreux chantiers comme l'abside du mausolée du château de Charlottenburg, les fresques de l'église (de) du château de Schwerin, de l'église Sainte-Marie (de) de Barth. Il fait des cartons pour les vitraux pour l'église Saint-Nicolas de Berlin et la cathédrale de Magdebourg.
De 1878 à 1887, avec Georg Heinrich von Merz (de), il édite le journal Christliches Kunstblatt für Kirche, Schule und Haus (de).
Avec son épouse, il aura onze enfants dont le théologien Martin Eckart Pfannschmidt (de), le sculpteur Friedrich Pfannschmidt et le peintre Ernst Christian Pfannschmidt.

### Source de la traduction
- (de) Cet article est partiellement ou en totalité issu de l’article de Wikipédia en allemand intitulé « Carl Gottfried Pfannschmidt » (voir la liste des auteurs).